# Apollonia (Libia)
Apollonia (in greco antico: Ἀπολλωνία?) era un'antica colonia greca della Cirenaica i cui resti si trovano presso la città libica di Marsa Susa.

## Geografia
Apollonia era il porto della vicina città di Cirene, da cui distava circa 13 km. Faceva parte della Cirenaica, regione dell'odierna Libia nord-orientale.

## Storia

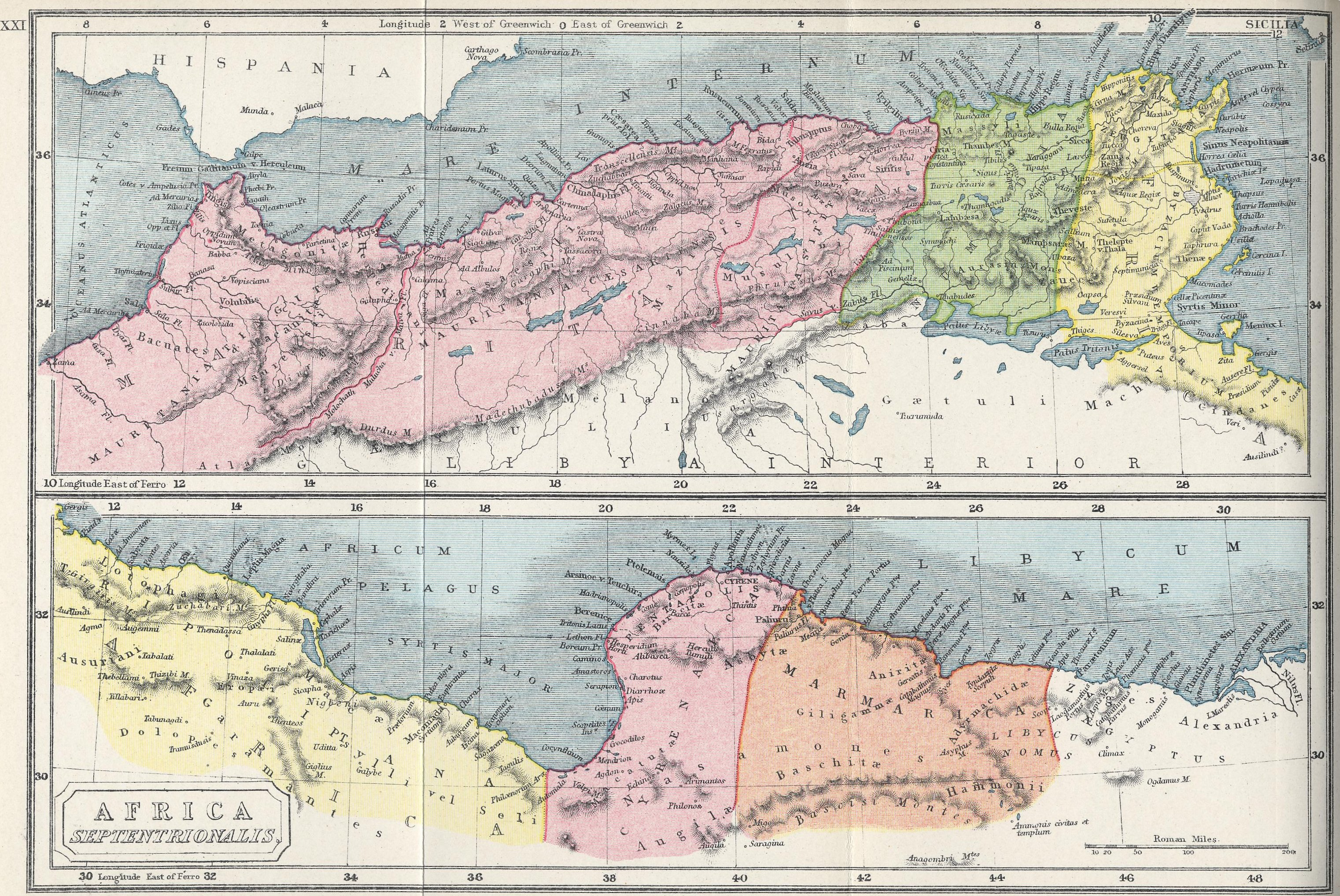
L'Africa settentrionale con la Tripolitania e la Cirenaica in età classica

La fondazione della città risale al VII secolo a.C. per opera di coloni greci. La città faceva parte della cosiddetta Pentapoli cirenaica, di origine greca, insieme a Cirene, a Berenice (l'attuale Bengasi), a Arsinoe (l'odierna Tocra), e a Barca (l'odierna Al Marj) il cui porto era allora Tolemaide che si aggiungerà alla pentapoli.
Nel 331 a.C. fu conquistata da Alessandro Magno e alla sua morte restò nella sfera di influenza ellenistica del Regno Tolemaico d'Egitto.
Nel I secolo fu conquistata da Roma e divenne un municipio indipendente rispetto a Cirene. Nel 300 fu elevata da Diocleziano al rango di capitale della neonata provincia della Libia Superiore.
In quell'epoca fu ribattezzata Sosouza ("salvatrice") per la divinità che vi era venerata (probabilmente Iside).

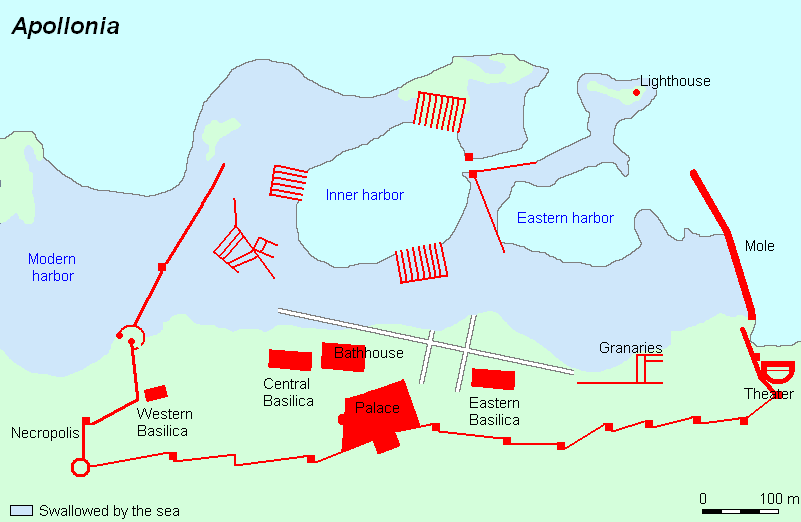
Piantina di Apollonia con indicazione delle parti inghiottite dal mare in occasione del terremoto del 365

Nel 365 subì ingenti danni a causa di un terribile terremoto verificatosi a sud ovest dell'isola di Creta (Grecia) e del conseguente tsunami che si abbatté su tutta la Cirenaica per cui gran parte della città fu inghiottita dal mare, come è illustrato nella piantina.
All'inizio del V secolo conobbe un rinnovato splendore diventando un porto strategico della flotta bizantina. Nel VI secolo fu ulteriormente fortificata durante la cosiddetta Ananeosis (Ἀνανέωσις), cioè la rinascita della Cirenaica, voluta dall'imperatore Giustiniano.
In seguito alla conquista araba del VII secolo, però, la città si andò spopolando fino all'abbandono definitivo nel medioevo. Solo nel corso del XIX secolo si ripopolò di musulmani profughi provenienti dall'isola di Creta che le diedero il nome dell'attuale città araba, Marsa Susa, ricavandolo da quello antico di Sosouza.

## Monumenti
I resti archeologici di Apollonia comprendono edifici risalenti alle tre civiltà che si sono succedute nel governo della città: greca, romana e bizantina.
All'epoca greca appartengono le mura, ricostruite nel III secolo, e il teatro greco scavato nella roccia, anch'esso ricostruito dall'imperatore Domiziano.
Risalgono all'epoca romana le terme, fatte costruire dall'imperatore Adriano.
Dell'epoca bizantina restano le basiliche a ovest, al centro e a est ed il palazzo del governatore.
In mare, abbastanza vicino alla riva, si trovano alcuni relitti di navi e resti di colonne greche e romane.

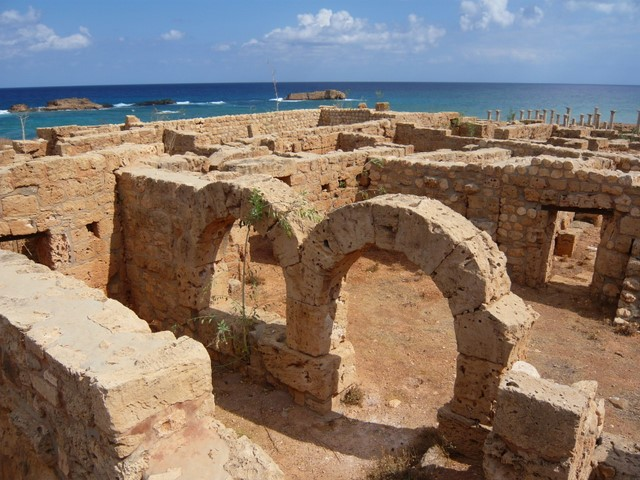
Palazzo del governatore
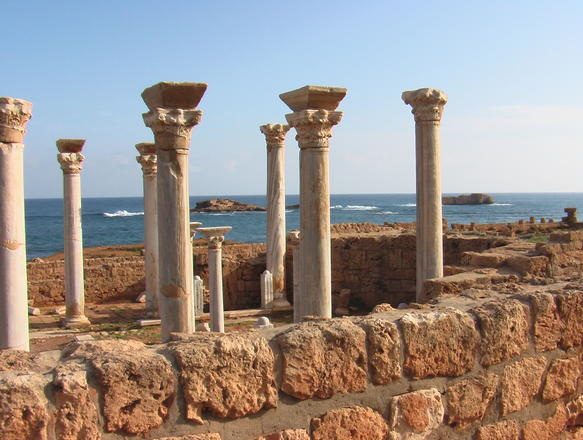
Basilica centrale
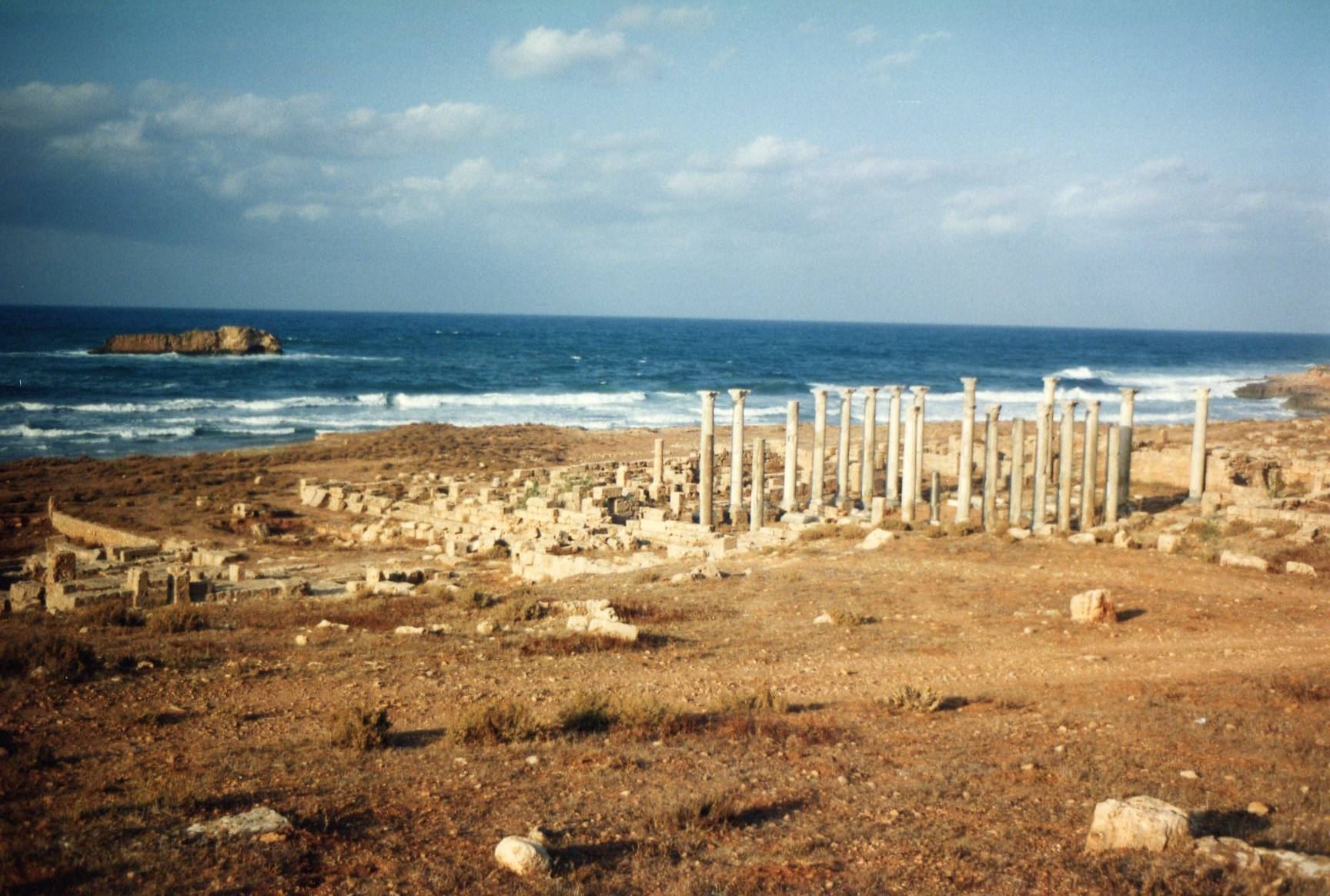
Basilica orientale, isola colla torre del faro
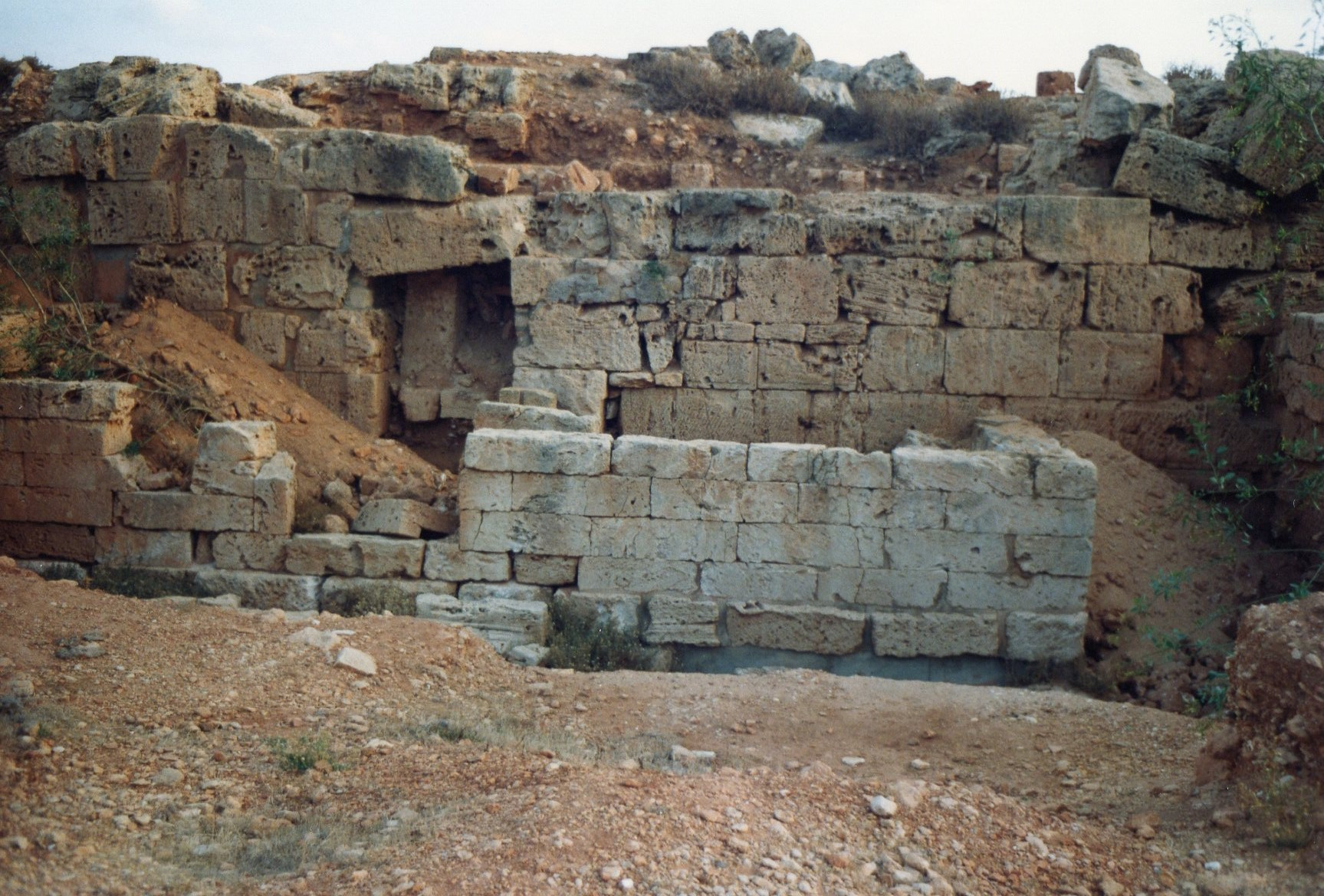
Mura